# Tercera División de Chile 2002
El Torneo Nacional de Tercera División de Chile de 2002 fue disputado por 24 equipos de todo el país, con jugadores nacionales menores de 23 años, razón por la cual el torneo, en todas sus ediciones, es conocido como Torneo Nacional Sub-23. 
El Campeonato se jugó entre marzo y diciembre de 2002, en cinco fases. Entregó un cupo de ascenso a la Primera B, obtenido por Deportes Copiapó, quien obtuvo el primer título de su historia en la categoría. 

## Movimientos divisionales
| Pos | a Primera B de Chile 2002 |
| --- | ------------------------- |
| 1º  | Lota Schwager (Campeón)   |

| Pos | a Tercera División de Chile 2002 |
| --- | -------------------------------- |
| 1º  | Concón National                  |
| 2º  | Cristo Salva Cristo Viene        |

| Pos | Aceptados en Tercera División de Chile 2002 |
| --- | ------------------------------------------- |
| -   | Academia Santa Inés                         |
| -   | Deportes La Serena B (Filial)               |
| -   | Santa María de los Ángeles                  |

| Pos | desde Primera B de Chile 2001 |
| --- | ----------------------------- |
| 16º | Deportes Linares              |

| Pos      | a Cuarta División de Chile 2002                      |
| -------- | ---------------------------------------------------- |
| 13º (ZN) | Manuela Figueroa (Retornó a su asociación de origen) |
| 13° (ZS) | Green Cross de Temuco (Disuelto)                     |
| 14º (ZN) | Deportes Maipo (Retornó a su asociación de origen)   |

| Pos      | a Asociación de Origen |
| -------- | ---------------------- |
| 3º (LAS) | Unión San Vicente      |

| Pos      | Abandono de la Competencia.  |
| -------- | ---------------------------- |
| 6º (LAN) | Valle de Elqui               |
| 5º (ZN)  | Wanderers B (Filial)         |
| 8º (ZS)  | O'Higgins B (Filial)         |
| 9° (ZS)  | Unión Deportiva Ferroviarios |

## Equipos participantes
| Equipo                                       | Ciudad                     |
| -------------------------------------------- | -------------------------- |
| Academia Santa Inés                          | La Serena                  |
| Barnechea                                    | Lo Barnechea               |
| Colchagua                                    | San Fernando               |
| C.T.I                                        | Maipú                      |
| Concón National                              | Con Con                    |
| Constitución Unido                           | Constitución               |
| Archivo:Rosso Bianco e Blue.png Cristo Salva | Santiago                   |
| Curicó Unido                                 | Curicó                     |
| Deportes Copiapó                             | Copiapó                    |
| Deportes La Serena B                         | La Serena                  |
| Deportes Linares                             | Linares                    |
| Deportes Santa Cruz                          | Santa Cruz                 |
| General Velásquez                            | San Vicente de Tagua Tagua |
| Hosanna                                      | La Pintana                 |
| Iberia                                       | Los Ángeles                |
| Malleco Unido                                | Angol                      |
| Municipal Limache                            | Limache                    |
| Municipal Nogales Melón                      | Hijuelas                   |
| Ñublense                                     | Chillán                    |
| San Antonio Unido                            | San Antonio                |
| Santa María de los Ángeles                   | Los Ángeles                |
| San Luis                                     | Quillota                   |
| Trasandino                                   | Los Andes                  |
| Universidad Católica B                       | Las Condes                 |

## Primera fase
Los 24 equipos clasificados fueron divididos en dos grupos: Zona Norte y Sur, mediante el sistema todos contra todos. Los 8 primeros clasifican a la segunda fase por el Ascenso

### Zona Norte
| Pos | Equipo                 | Pts | PJ | G  | E  | P  | GF | GC | DIF |
| --- | ---------------------- | --- | -- | -- | -- | -- | -- | -- | --- |
| 1   | San Luis               | 56  | 26 | 17 | 8  | 1  | 49 | 12 | 37  |
| 2   | Universidad Católica B | 52  | 26 | 15 | 7  | 4  | 63 | 21 | 42  |
| 3   | San Antonio Unido      | 51  | 26 | 15 | 6  | 5  | 50 | 26 | 24  |
| 4   | Deportes Copiapó       | 47  | 26 | 14 | 5  | 7  | 53 | 31 | 22  |
| 5   | Municipal Limache      | 43  | 26 | 12 | 7  | 7  | 51 | 30 | 19  |
| 6   | Barnechea              | 43  | 26 | 11 | 10 | 5  | 36 | 32 | 4   |
| 7   | Hosanna                | 39  | 26 | 11 | 6  | 9  | 39 | 36 | 3   |
| 8   | Trasandino             | 34  | 26 | 8  | 10 | 8  | 36 | 38 | -2  |
| 9   | Deportes La Serena B   | 31  | 26 | 9  | 4  | 13 | 31 | 38 | -7  |
| 10  | C.T.I.                 | 28  | 26 | 7  | 7  | 12 | 28 | 39 | -11 |
| 11  | Concón National        | 25  | 26 | 6  | 7  | 13 | 25 | 46 | -21 |
| 12  | Municipal Nogales      | 20  | 26 | 6  | 2  | 18 | 22 | 63 | -41 |
| 13  | Cristo Salva C.V.      | 15  | 26 | 3  | 6  | 17 | 24 | 56 | -32 |
| 14  | Academia Santa Inés    | 14  | 26 | 3  | 5  | 18 | 26 | 65 | -39 |

PJ = Partidos Jugados; G = Partidos Ganados; E = Partidos empatados; P = Partidos perdidos; GF = Goles a favor; GC = Goles en contra; DIF = Diferencia de goles; Pts = Puntos

### Zona Sur
| Pos | Equipo                     | Pts | PJ | G  | E  | P  | GF | GC | DIF |
| --- | -------------------------- | --- | -- | -- | -- | -- | -- | -- | --- |
| 1   | Iberia                     | 57  | 27 | 16 | 9  | 2  | 44 | 15 | 29  |
| 2   | Curicó Unido               | 55  | 27 | 16 | 7  | 4  | 49 | 29 | 20  |
| 3   | Colchagua                  | 44  | 27 | 13 | 5  | 9  | 57 | 40 | 17  |
| 4   | Ñublense                   | 43  | 27 | 11 | 10 | 6  | 44 | 32 | 12  |
| 5   | Malleco Unido              | 42  | 27 | 11 | 9  | 7  | 31 | 23 | 8   |
| 6   | Deportes Santa Cruz        | 39  | 27 | 11 | 6  | 10 | 58 | 43 | 15  |
| 7   | Constitución Unido         | 35  | 27 | 8  | 11 | 8  | 54 | 38 | 16  |
| 8   | Deportes Linares           | 29  | 27 | 8  | 5  | 14 | 29 | 51 | -22 |
| 9   | General Velásquez          | 13  | 27 | 1  | 10 | 16 | 22 | 58 | -36 |
| 10  | Santa María de Los Ángeles | 9   | 27 | 1  | 6  | 20 | 24 | 83 | -59 |

PJ = Partidos Jugados; G = Partidos Ganados; E = Partidos empatados; P = Partidos perdidos; GF = Goles a favor; GC = Goles en contra; DIF = Diferencia de goles; Pts = Puntos
|  | Clasificado a la Segunda Fase |

## Segunda fase
Los 16 equipos clasificados fueron divididos en dos grupos: Zona Norte y Sur, mediante el sistema todos contra todos. Los 2 primeros pasan al cuadrangular final por el Ascenso

### Zona Norte
| Pos | Equipo                 | Pts | PJ | G | E | P  | GF | GC | DIF |
| --- | ---------------------- | --- | -- | - | - | -- | -- | -- | --- |
| 1   | Universidad Católica B | 32  | 14 | 9 | 5 | 0  | 24 | 9  | 15  |
| 2   | Deportes Copiapó       | 28  | 14 | 8 | 4 | 2  | 31 | 14 | 17  |
| 3   | Trasandino             | 24  | 14 | 7 | 3 | 4  | 20 | 15 | 5   |
| 4   | San Luis               | 23  | 14 | 5 | 6 | 3  | 17 | 13 | 4   |
| 5   | San Antonio Unido      | 16  | 14 | 3 | 6 | 5  | 14 | 17 | -3  |
| 6   | Barnechea              | 16  | 14 | 4 | 4 | 6  | 14 | 20 | -6  |
| 7   | Municipal Limache      | 10  | 14 | 3 | 1 | 10 | 18 | 32 | -14 |
| 8   | Hosanna                | 6   | 14 | 1 | 3 | 10 | 19 | 37 | -18 |

PJ = Partidos Jugados; G = Partidos Ganados; E = Partidos empatados; P = Partidos perdidos; GF = Goles a favor; GC = Goles en contra; DIF = Diferencia de goles; Pts = Puntos

### Zona Sur
| Pos | Equipo              | Pts | PJ | G | E | P | GF | GC | DIF |
| --- | ------------------- | --- | -- | - | - | - | -- | -- | --- |
| 1   | Iberia              | 24  | 10 | 7 | 1 | 2 | 22 | 14 | 8   |
| 2   | Malleco Unido       | 20  | 10 | 6 | 2 | 2 | 21 | 17 | 4   |
| 3   | Ñublense            | 18  | 10 | 5 | 3 | 2 | 18 | 12 | 6   |
| 4   | Colchagua           | 12  | 10 | 3 | 2 | 5 | 9  | 12 | -3  |
| 5   | Deportes Santa Cruz | 8   | 10 | 1 | 5 | 4 | 13 | 19 | -6  |
| 6   | Curicó Unido        | 4   | 10 | 0 | 3 | 7 | 8  | 17 | -9  |

PJ = Partidos Jugados; G = Partidos Ganados; E = Partidos empatados; P = Partidos perdidos; GF = Goles a favor; GC = Goles en contra; DIF = Diferencia de goles; Pts = Puntos
|  | Clasificado a la Fase Final |

## Fase final
Los 4 equipos finalista, jugaron bajo el sistema todos contra todos y determinaron el campeón.
| Pos | Equipo           | Pts | PJ | G | E | P | GF | GC | DIF |
| --- | ---------------- | --- | -- | - | - | - | -- | -- | --- |
| 1   | Deportes Copiapó | 10  | 6  | 3 | 1 | 2 | 8  | 5  | 3   |
| 2   | Malleco Unido    | 10  | 6  | 3 | 1 | 2 | 8  | 9  | -1  |
| 3   | Trasandino       | 7   | 6  | 2 | 1 | 3 | 11 | 9  | 2   |
| 4   | Iberia           | 7   | 6  | 2 | 1 | 3 | 6  | 10 | -4  |

PJ = Partidos Jugados; G = Partidos Ganados; E = Partidos empatados; P = Partidos perdidos; GF = Goles a favor; GC = Goles en contra; DIF = Diferencia de goles; Pts = Puntos

## Campeón
| Campeón Deportes Copiapó      |
| Asciende a Primera B de Chile |